# Paraphisis chopardi
Paraphisis chopardi är en insektsart som beskrevs av Jin, Xingbao, D.K.M. Kevan och T.C. Hsu 1991. Paraphisis chopardi ingår i släktet Paraphisis och familjen vårtbitare. Inga underarter finns listade i Catalogue of Life.